# Burg Neuscharfeneck
Neuscharfeneck ist eine Burgruine im Pfälzerwald (Rheinland-Pfalz). Sie liegt im Flemlinger Wald östlich von Ramberg und Dernbach und ist als Denkmalzone von Flemlingen gelistet.

## Geographische Lage
Die Ruine der Höhenburg steht im östlichen Teil des Pfälzerwalds in einer Höhe von 499 m auf dem westlichen Ausläufer des Kalkofenbergs.
In unmittelbarer Nähe der Burgruine befindet sich der Zimmer(manns)platz aus der Entstehungszeit der Burg, an dem die Landauer Hütte steht. Die Ruine kann von dort aus über Waldwege und Wanderwege, von der Passhöhe Drei Buchen oder von Dernbach her erreicht werden. Parkplätze sind direkt am Dernbacher Haus sowie an der Zufahrt zu letzterem vorhanden. Der Aufstieg zur Burgruine ist ausgeschildert.

## Geschichte

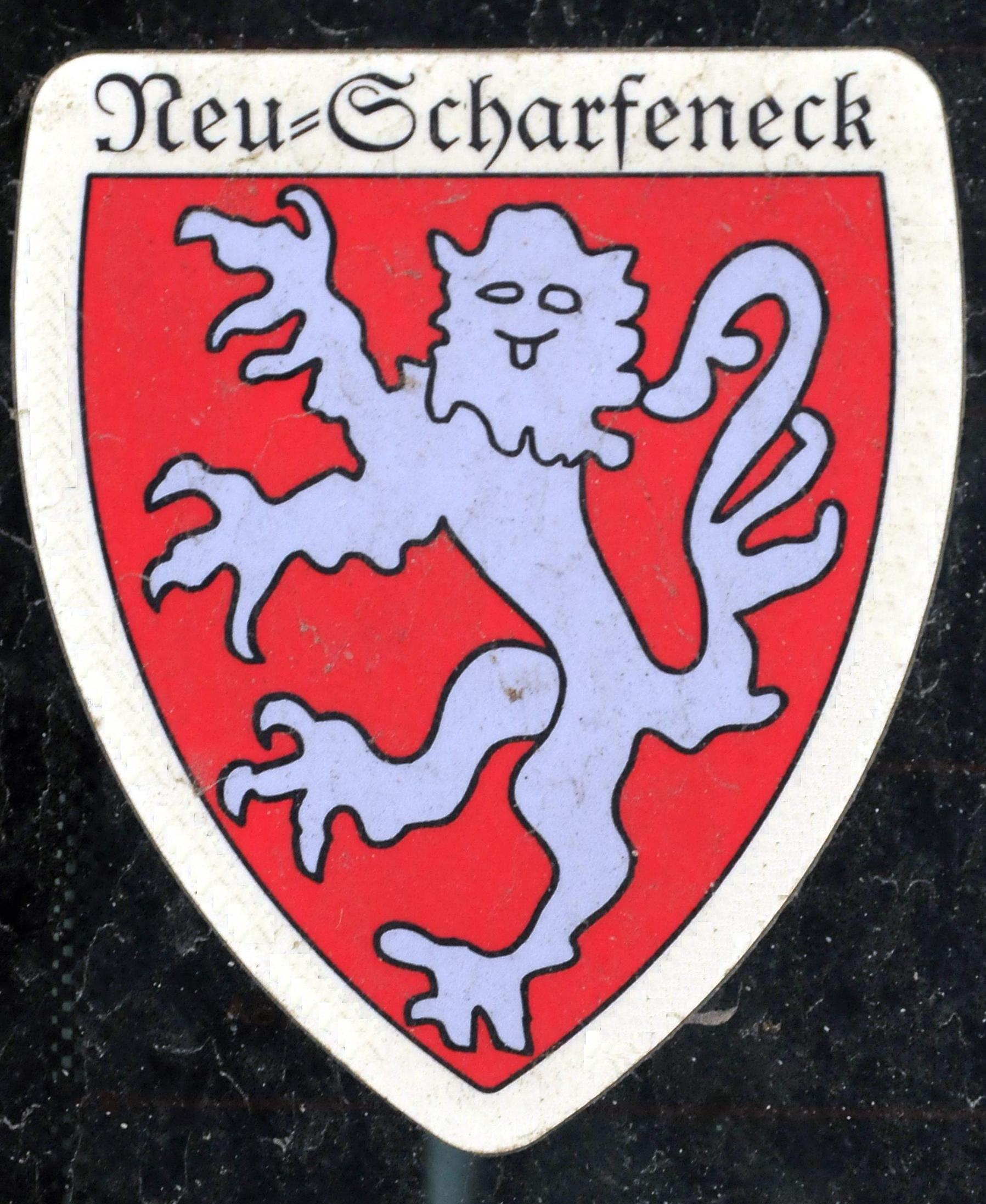
Wappen von Neuscharfeneck

Die Annahme, die Anlage sei um 1232 durch Johann von Scharfeneck vermutlich als Vorwerk für die heute völlig zerstörte Burg Alt-Scharfeneck errichtet worden, stammt von einer gefälschten Urkunde aus dem 16. Jahrhundert. Die Scharfeneck-Metz gehörten einer Seitenlinie der älteren ausgestorbenen Scharfenecker an, die zu Beginn des 13. Jahrhunderts die Burg Alt-Scharfeneck am Eingang des Hainbachtals bei Frankweiler erbaut hatten. Nach dem Aussterben der Hauptlinie um 1250 erbten die Ritter von Scharfeneck-Metz die Burg Alt-Scharfeneck.
Bereits im späten Mittelalter war Neuscharfeneck der Hauptsitz der Familie, während Alt-Scharfeneck zerfiel. Nachfolgende Besitzer von Neuscharfeneck waren Heinrich III. von Scharfeneck und seine Frau Lukardis von Kellenbach; Heinrich legte den Beinamen Metz ab. Er stiftete in Dernbach eine neue gotische Kirche. Auf dem Wappen von Scharfeneck ist „in Rot ein hersehender, gekrönter, silberner Löwe“ dargestellt.

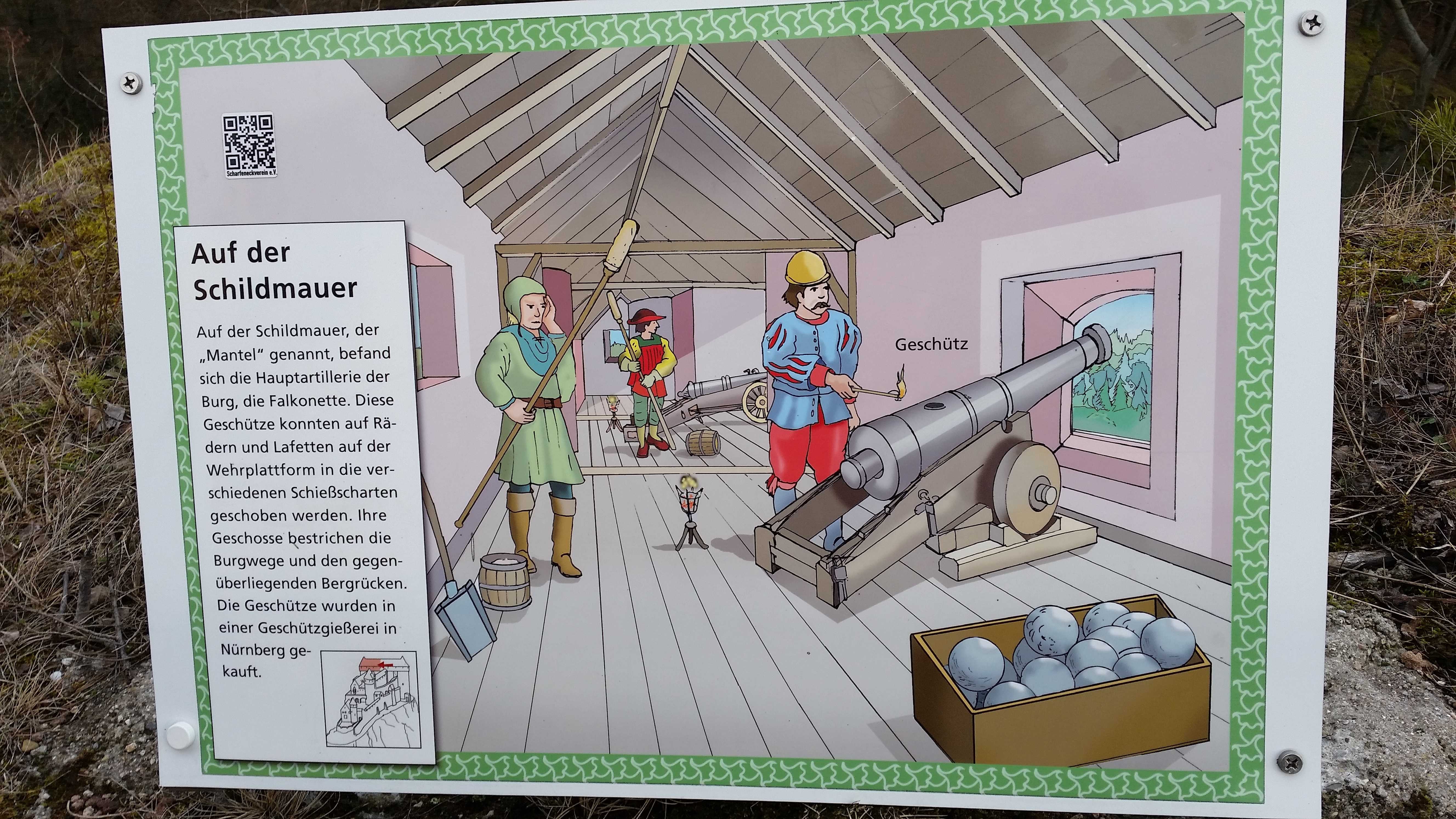
Infotafel zum Geschützstand auf der Schildmauer

Die Herren von Scharfeneck stammten aus der Reichsministerialität im Umfeld des Trifels. Nach dem Ende der Stauferherrschaft konnten sie ihre unabhängige Stellung nicht mehr halten und lehnten sich an die mächtigsten Territorialherren im Pfälzer Raum an, die Pfalzgrafen bei Rhein. 1363 erhielt der Kurfürst das Öffnungsrecht an der Burg. Die Scharfenecker trugen ihm im selben Jahr ihre Burg als Lehen an und erhielten sie als Mannlehen zurück; aus ehemaligen Reichsvasallen wurden Dienst- und Lehensleute der Kurfürsten von der Pfalz. Im 14. Jahrhundert verschlechterte sich die finanzielle Lage der Scharfenecker zusehends, weshalb sie Teile ihrer Burg an die Ritter von Kirrweiler und an das Hochstift Speyer verpfändeten. Sie traten auch häufig in kurpfälzischen Kriegs- oder Verwaltungsdienst ein. 1416 starb mit Friedrich von Scharfeneck der letzte des Geschlechts Scharfeneck-Metz, die Burg fiel an die Wittelsbacher Kurfürsten von der Pfalz.
Kurfürst Friedrich I. der Siegreiche ließ die Burg großräumig ausbauen. Unter seiner Herrschaft entstanden die Vorburg, die Schildmauer und der große Wohnbau. Dieser löste das kleine Ritterhaus auf dem Burgfelsen ab, das abgerissen wurde. 1469 stiftete Friedrich seinem Sohn Ludwig (1463–1524) (aus der Verbindung mit der Augsburgerin Clara Dett) die Herrschaft Scharfeneck mit der Burg Neuscharfeneck als Zentrum.
Ludwig war von 1477 bis 1523 Herr von Scharfeneck. 1488 erhielt er Stadt und Burg Löwenstein im Landkreis Heilbronn, nannte sich fortan Graf von Löwenstein, Herr von Scharfeneck und war Begründer des späteren Fürstenhauses Löwenstein-Wertheim.
In der Regierungszeit seines Sohnes und Nachfolgers Graf Friedrich I. von Löwenstein (1502–1541) wurde im Jahr 1525 die Burg im Pfälzischen Bauernkrieg vom Nußdorfer Haufen niedergebrannt. Der Haufen konnte die Burg ohne größere Probleme einnehmen, da es der Burghauptmann zuvor versäumt hatte, die Burg mit Schießpulver zu versehen. Nach dem Bauernkrieg wurde die Burg in Fronarbeit als Schlossanlage wieder aufgebaut.
In den Händen der Löwenstein-Scharfeneck verblieb die Burg bis zu ihrer Zerstörung im Dreißigjährigen Krieg. Sie wurde 1633, vermutlich von den Schweden, „mit Pulver in die Luft geschickt“ und ist seitdem eine Ruine. Die Burg gelangte 1828 durch die Teilung der Haingeraiden als Steinbruch in den Besitz der Gemeinde Flemlingen. Der Bayerische König Ludwig I. erließ jedoch ein Abbruchverbot, welches zum Erhalt der Ruine führte.
Erste Maßnahmen zum Erhalt der Burgruine wurden am 30. August 1961 von der Ortsgruppe Landau des Pfälzerwald-Vereins beschlossen. Im Zuge dessen wurde  im Winter 1961 in Zusammenarbeit mit einer Studentengruppe der Universität Heidelberg die Burgruine von Unkraut befreit. Die Maßnahmen waren jedoch längerfristig wenig erfolgreich, und die Burg drohte weiter zu verfallen.
Zur Erhaltung der Burg wurde 1971 der Scharfeneck-Verein e. V. gegründet, der die Burg pachtete. In der Zeit bis 2016 investierte der Verein über 260.000 Euro und unzählige Arbeitsstunden in die Erhaltung der Burg. Am 27. Oktober 2013 besuchte Fürst zu Löwenstein-Wertheim-Rosenberg die Stammburg seiner Vorfahren; er wurde dort vom Scharfeneck-Verein offiziell empfangen und durch die Anlage geführt. Der Verein hat zahlreiche Infotafeln mit QR-Codes aufgestellt, um den Besuchern einen Eindruck auch vom früheren Inneren der Anlage zu vermitteln.

## Anlage

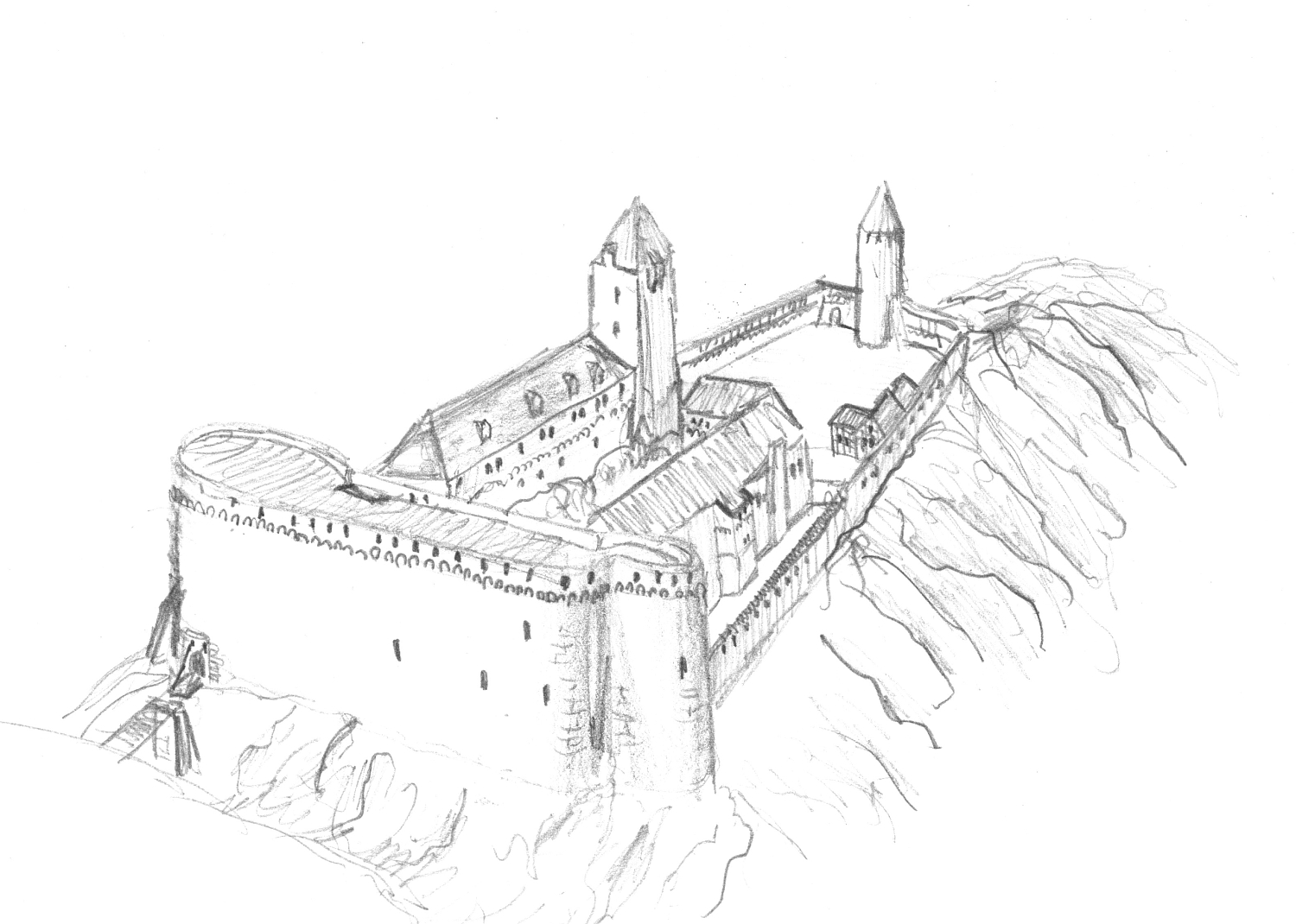
Rekonstruktionszeichnung von Werner Meyer, um 1981

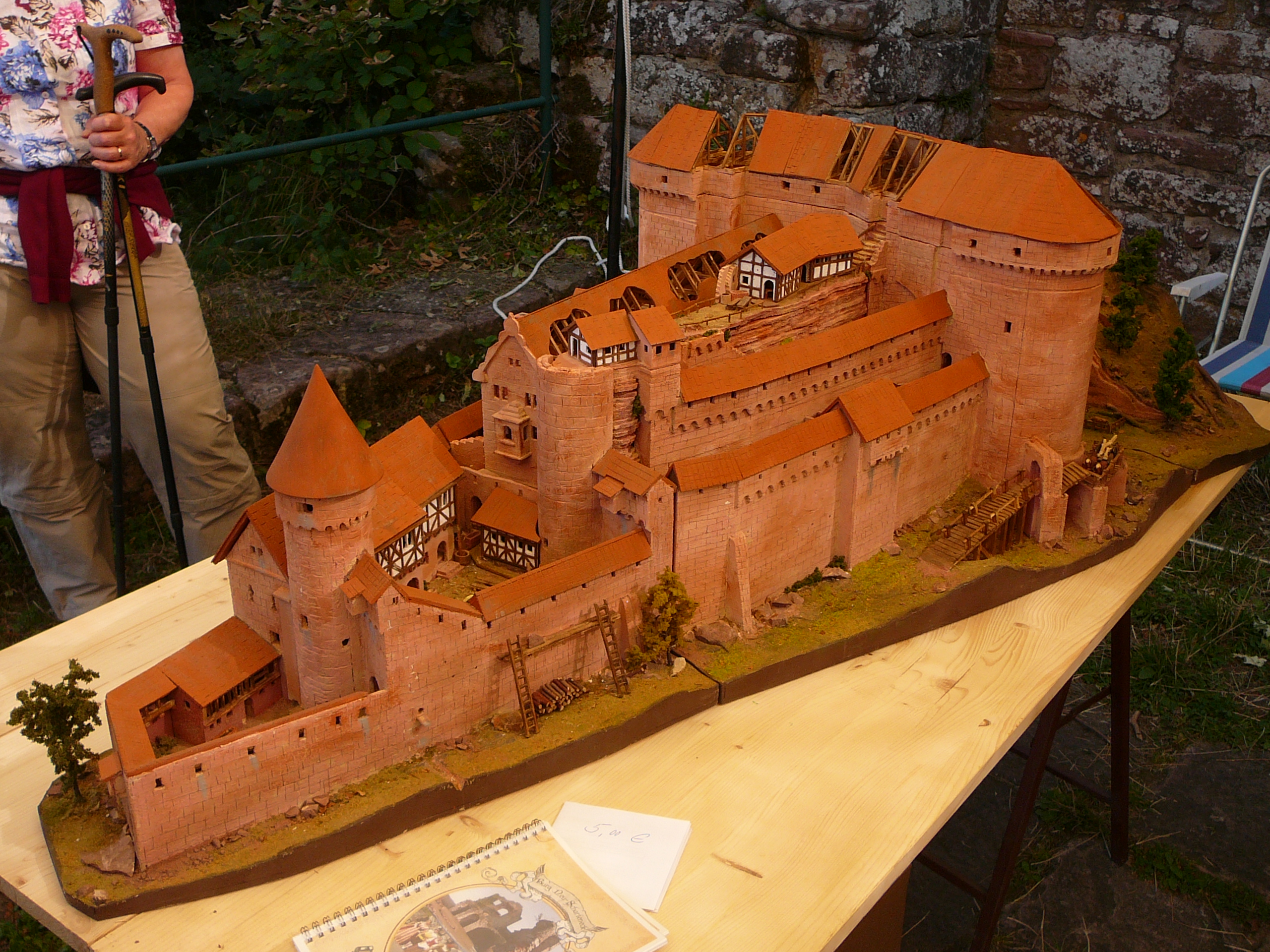
Rekonstruktionsmodell von Erwin Merz, 2012

Die erste Burganlage aus dem 13. Jahrhundert war wesentlich kleiner als die heutige Ruine. Von der hochstaufischen Burg sind jedoch nur wenige Reste erhalten. Die Buckelquader mit Randschlag, Zangenlöchern und Steinmetzzeichen zeugen dabei von der einstigen Qualität der romanischen Burganlage.
Die gesamte Anlage misst etwa 150 × 60 m. Ihre von etwa 1212 bis 1232 erbaute, in den Jahren 1470 und 1530 erweiterte Schildmauer ist mit 58 m Länge und 12 m Stärke die mächtigste der Pfalz. Innerhalb der Schildmauer befinden sich einige begehbare Gänge, Kammern und Kasematten. Die Schildmauer trug den nicht mehr erhaltenen Geschützstand und diente hauptsächlich der passiven Deckung der dahinter befindlichen Burg. Der ursprüngliche Zugang erfolgte über eine Zugbrücke durch die Schildmauer in die Burg. Es gibt noch einen teilweise erhaltenen Torbau mit Flankierungsturm.
Vier im 13. Jahrhundert in den Felsen geschlagene Wasserbecken wurden als Zisternen mit Regenwasser und ab dem 16. Jahrhundert aus einer 2 km entfernten Quelle am Roßberg über Ton- und Deichelleitungen versorgt. Im Burggarten wurden seltene Kräuter wie „Weiß Bülsen“, „Ingräu“ und „Kloster-Hysop“ angepflanzt.
Die 30 m lange Oberburg, der 1212 bis 1232 auf dem zentralen Felsen errichtete erste Wohnbau, ist heute nicht mehr vorhanden. Erhalten sind eine unzugängliche in den Fels gehauene Kammer sowie Treppen und der Brunnenbau.
Der neuere Wohnbau (Palas) mit doppeltem Abortschacht wurde um 1470 erbaut und um 1530 schlossartig umgestaltet. Der Abortschacht hat eine lichte Weite von 0,75 bis 2,75 m und stellt eine Weiterentwicklung der hochmittelalterlichen Aborte dar, die lediglich als unten offener Erker ausgeführt waren. Der eingestürzte Giebel des Palas wurde 1978/79 wieder aufgebaut. Vom Wohnbau gibt es einen Durchgang zu den Kammern in der Schildmauer. Darunter liegt ein Keller, der 1891 freigelegt und zugänglich gemacht wurde. Weiter zu sehen sind auch Reste von Küche und Schmiede.
Zu Ehren ihrer in den Weltkriegen gefallenen Mitglieder hat die Sektion Landau des Deutschen Alpenvereins ein Denkmal mit Edelweiß und Namen in die der Schildmauer gegenüberliegende Felswand gehauen; eine Bronzetafel gibt den Text wieder. Eine weitere Bronzetafel erinnert an den Bund der Scharfenecker.
Im November 2016 wurde gemeldet, dass die Ruine zusehends verfalle und nur mit finanziellem Aufwand im oberen sechsstelligen Bereich gesichert werden könne. Einen Betrag, der allerdings weder vom Verein als Pächter noch von der Gemeinde als Eigentümer aufgebracht werden konnte. Schließlich wurde die Burg im Oktober 2019 für Besucher gesperrt, da die bauliche Substanz sich in den vorangegangenen Jahren immer weiter stark verschlechtert hatte. Eine Sanierung wurde zunächst auf etwa eine Million Euro geschätzt. Der Verein und die Ortsgemeinde planten, Gelder zu sammeln und Zuschüsse zu beantragen. Im Mai 2021 stellte der Haushaltsausschuss des Bundestags Fördermittel für Denkmalsanierungen bereit; 810.000 Euro davon sollten der Burg Neuscharfeneck zugutekommen, das entsprach 50 % der nunmehr geschätzten Gesamtkosten. Im August 2021 sagte die Denkmalbehörde des Landes Rheinland-Pfalz zu, 40 % der Kosten zu übernehmen. Den Rest übernahmen die Gemeinde Flemlingen und der Scharfeneck-Verein. Damit wird für rund 1,6 Millionen Euro die Burg gesichert, um sie Besuchern wieder zugänglich zu machen. Die Arbeiten begannen im Frühjahr 2022 und dauern noch an. Für eine komplette Sanierung wären geschätzt weitere 3,4 Millionen Euro notwendig.

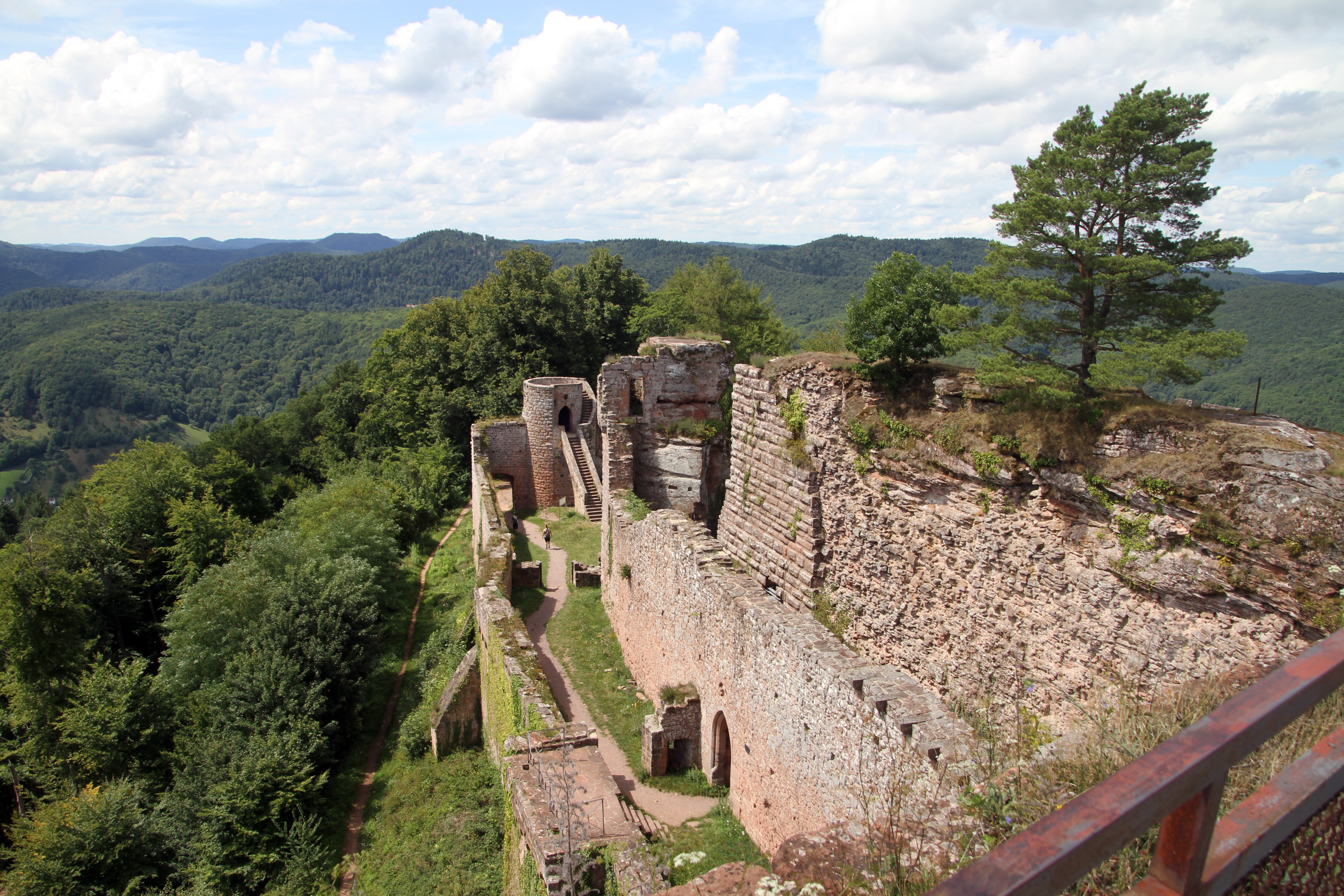
Blick von der Schildmauer zum Torturm
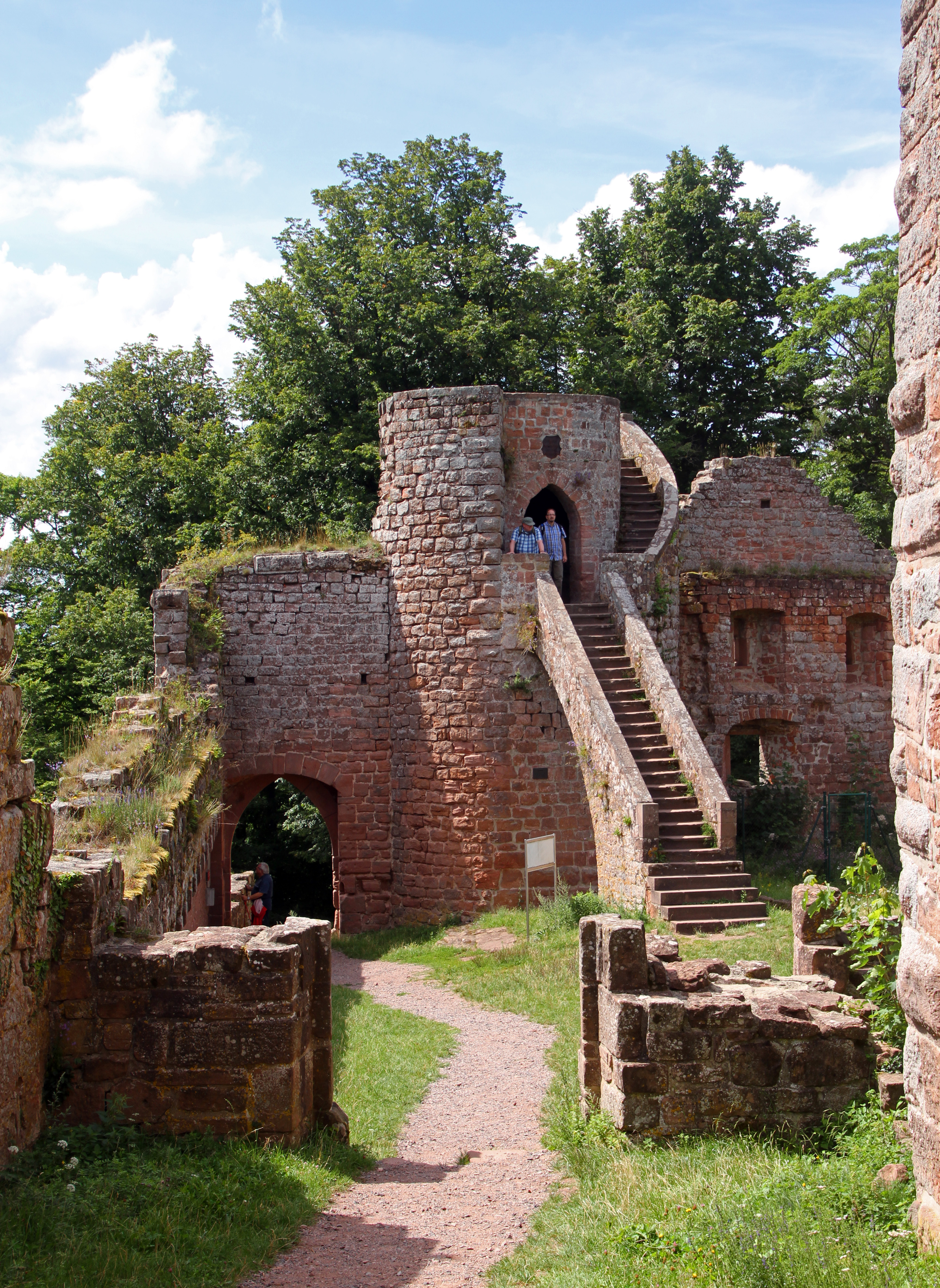
Torturm vom Innenhof
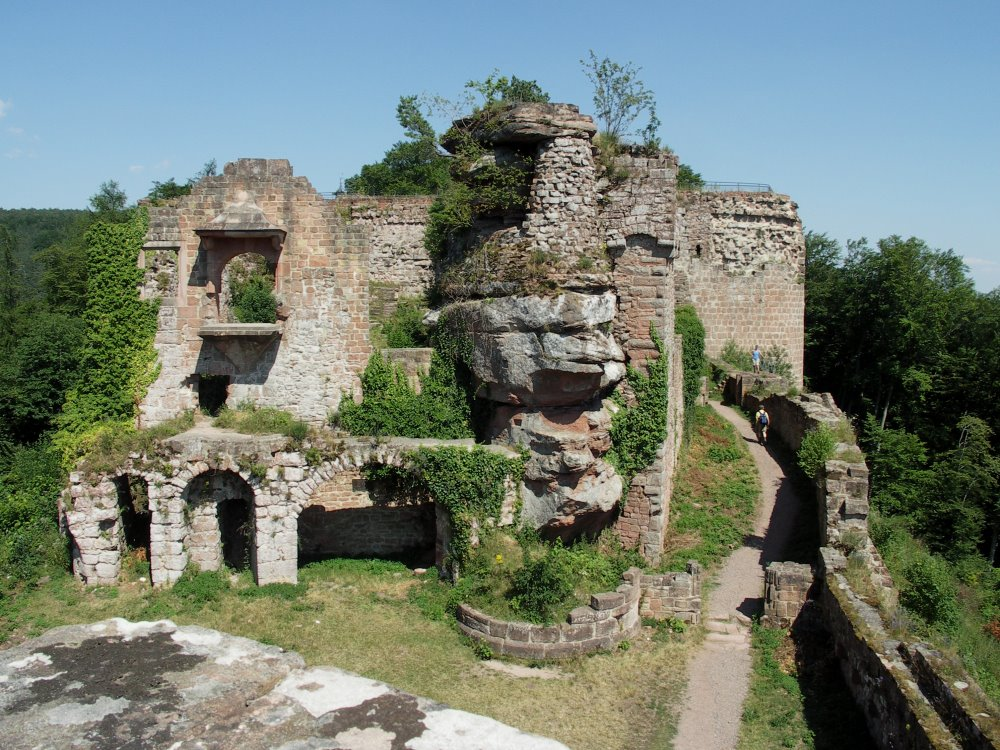
Blick vom Torturm in Richtung Palas
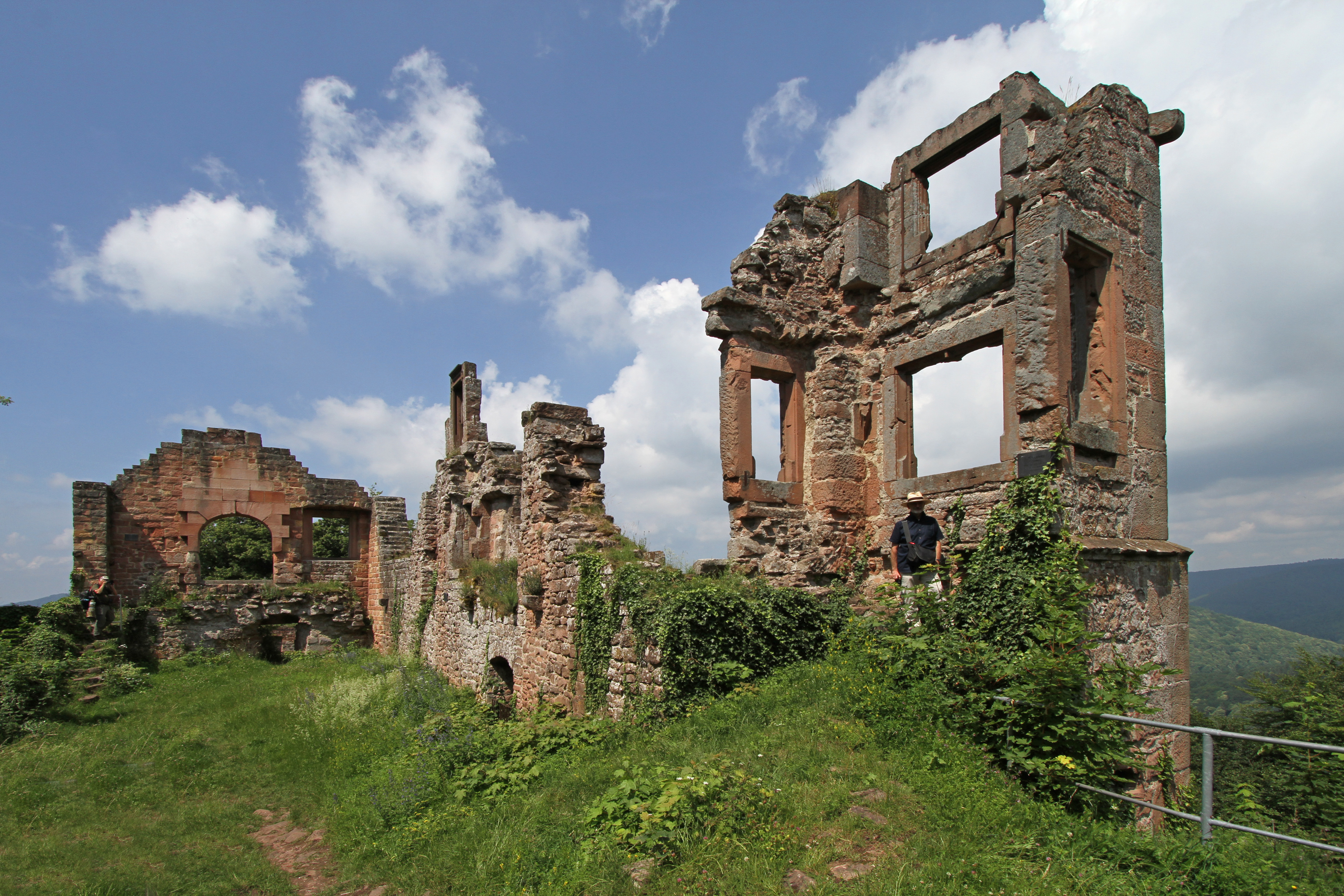
Palas (2018)
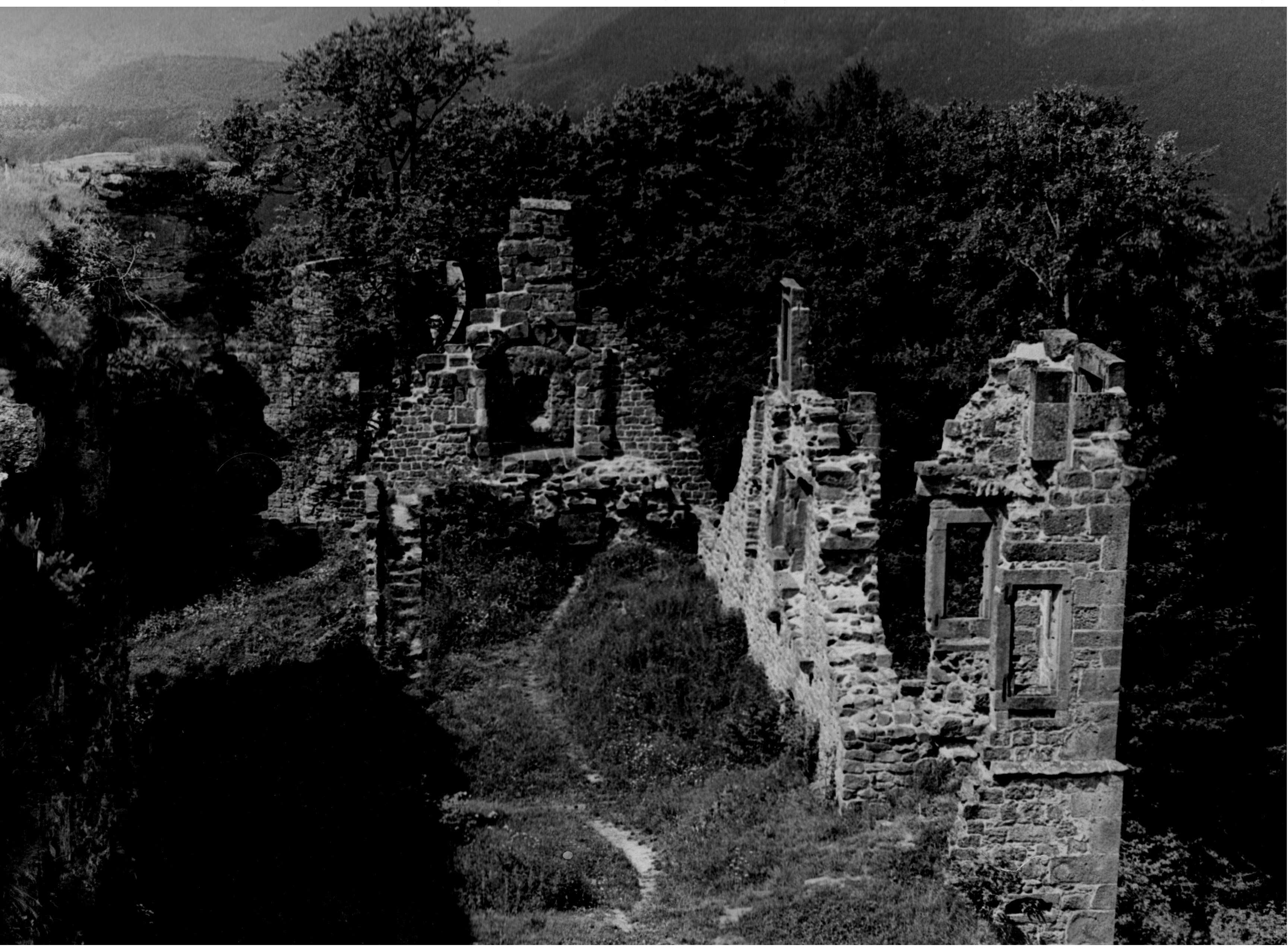
Blick von der Schildmauer in Richtung Palas (1970er Jahre)

## Sagen
Mehreren Sagen zufolge war der Ritter Einaug von Scharfeneck ein bösartiger und grausamer Schlossherr. Die Bauern des Dernbachtals mussten ihm den Zehnt geben, Frondienste leisten und Zins zahlen. Er überfiel und tötete vorbeiziehende Kaufleute und Geistliche. Wer in seinem Wald Holz schlug, wurde mit Kerkerhaft bei Wasser und Brot bestraft. Brautpaare mussten die Hochzeitsnacht auf seiner Burg in getrennten Zimmern verbringen, manche Jungfrau soll der Einaug dabei entehrt haben.
Der Einaug soll zudem die Gemahlin des Ritters von Ramberg auf der Ramburg begehrt haben. Alle Versuche, diese für sich zu gewinnen, scheiterten. Er versprach daher seinem Knecht eine hohe Belohnung für die Ermordung des Ritters von Ramberg. Der Knecht soll daraufhin nachts unbemerkt auf die Mauern der Ramburg geklettert sein und dem Ritter von Ramberg, als dieser sich morgens über den Hof in Richtung Kapelle begab, einen vermeintlich tödlichen Pfeil durch die Brust geschossen haben, einen Mordanschlag, den der Ritter von Ramberg jedoch überlebte.
Der Einaug gab seinem Knecht nach diesem Fehlschlag eine zweite Chance. Zusammen statteten sie dem Ritter von Ramberg unter dem Vorwand, sich um dessen Gesundheit zu sorgen und sich von seiner guten Genesung überzeugen zu wollen einen Besuch ab. Der Ramberger, der nichts von dem Betrug ahnte, freute sich über den Besuch. Zusammen zechten sie bis in die Nacht hinein und der Ramberger lud seine Gäste ein, die Nacht in seiner Burg zu verbringen. Bevor sie ihre Zimmer bezogen, merkte sich der Knecht das Zimmer des Rambergers. In der Nacht suchte er dieses auf, um den Ritter mit seinem Dolch zu töten. Das Zimmer war jedoch leer, da der Ramberger  kurz ausgetreten war. Der Knecht, der sich im falschen Zimmer wähnte, wählte die nächste Tür, hinter der jedoch sein eigener Herr schlief. Unwissentlich tötete er den Einaug. Vom Ramberger auf frischer Tat ertappt, wurde der Knecht als Mörder überführt und gehängt.
Wegen seiner Freveltaten kam der Einaug in die Hölle. Als verwunschener Geist soll er auf der Burg Scharfeneck für 700 Jahre sein Unwesen treiben. Von Zeit zu Zeit soll er in dunklen Nächten auf dem Schlossberg und im nahen Ort Dernbach auftauchen und all jene erschrecken, die einem unehrlichen Beruf nachgehen.
Eines Tages soll der Geist des Einaug einem Pottaschesieder von Dernbach durch den Wald bis zu dessen Hütte gefolgt sein. Der Pottaschesieder sah in ihm nur einen blassen und erbärmlichen Mann, bat ihn in seine Hütte und zeigte sich gastfreundlich. Der Geist des Einaug bat den Pottaschsieder, ihn von seiner 700-jährigen Verwünschung zu befreien. Der Pottaschsieder stimmte zu. Der Geist des Einaug gab ihm eine goldene Rose, mit der er in die Burg Scharfeneck gehen und im letzten Gemach eine schwarze Kiste öffnen müsse, woraufhin er von seiner Verwünschung befreit sei. Bei der Burg sah der Pottaschesieder ein großes Tor, wie er es zuvor noch nie auf der Burg gesehen hatte. Er durchschritt es sowie viele Räume, in denen Rüstungen an den Wänden hingen oder in einem anderen eine feine Gesellschaft am reich gedeckten Tisch saß. Im letzten Raum entdeckte er die Kiste, doch darauf saß ein großes und dunkles Untier, das sein Maul in dem Moment aufriss, als er die Rose in das Schloss stecken wollte. Der Pottaschesieder, der es mit der Angst bekam, ließ die Rose fallen und rannte unverrichteter Dinge davon. Falls die 700 Jahre noch nicht vorüber sind, geht der Einaug auch heute noch als Geist umher.

## Medien
2012 war die Burgruine einer von mehreren Drehorten der Tatort-Folge Der Wald steht schwarz und schweiget mit Ulrike Folkerts und Andreas Hoppe als die Kommissare Lena Odenthal und Mario Kopper.